# Merhawi Kudus
Merhawi Kudus Ghebremedhin, nascido a 23 de janeiro de 1994, é um ciclista eritreio membro da equipa Astana Pro Team.

## Biografia
Em 2012, ganhou uma etapa do Tour de Ruanda e acabou sexto no geral final.
Em 2013, foi seleccionado pela equipa nacional para participar na Tropicale Amissa Bongo, onde terminou como melhor escalador e 18º na geral. Foi oitavo na Fenkel Northern Redsea. Foi sexto no Circuit of Asmara.
Com a equipa Centro Mundial de Ciclismo da UCI, chegou à Europa para correr algumas carreiras. O seu director desportivo revelou que o objectivo para esta temporada era participar no Tour do Porvenir. Em agosto foi segundo da Volta a León. Os seus bons resultados permitiram-lhe entrar como stagiare na equipa profissional Bretagne-Séché Environnement. Em 2014 fichou já como ciclista profissional com a equipa MTN Qhubeka.

## Palmarés
2012 (como amador)
- 1 etapa do Tour de Ruanda

2013 (como amador)
- 1 etapa do Tour da Eritreia

2016
- 3º no Campeonato da Eritreia Contrarrelógio

2017
- 3º no Campeonato de Eritreia em Estrada

2018
- Campeonato de Eritreia em Estrada

2019
- Tour de Ruanda, mais 2 etapas

## Resultados nas Grandes Voltas e Campeonatos do Mundo
| Carreira           | 2013 | 2014 | 2015 | 2016 | 2017 | 2018 |
| ------------------ | ---- | ---- | ---- | ---- | ---- | ---- |
| Giro d'Italia      | -    | -    | -    | 37º  | -    | -    |
| Tour de France     | -    | -    | 84º  | -    | -    | -    |
| Volta a Espanha    | -    | 92º  | -    | 38º  | Ab.  | 31º  |
| Mundial em Estrada | -    | -    | -    | -    | -    | 41º  |

-: não participa

Ab.: abandono